# فريتز إيرلر (سياسي)
فريتز إيرلر (بالألمانية: Fritz Erler)‏ (و. 1913 – 1967 م) هو سياسي ألماني، ولد في برلين، كان عضوًا في الحزب الديمقراطي الاجتماعي الألماني، شارك في الانتخابات الرئاسية الألمانية 1949، كان عضوًا في الجمعية البرلمانية لمجلس أوروبا، توفي في بفورتسهايم، عن عمر يناهز 54 عاماً.

## مناصب
تولى منصب نائب عن الجمعية البرلمانية لمجلس أوروبا (14 يناير 1958–1 فبراير 1967)
- ممثل الجمعية البرلمانية لمجلس أوروبا (20 مايو 1954–14 يناير 1958)[11]
- نائب عن الجمعية البرلمانية لمجلس أوروبا (7 أغسطس 1950–1 سبتمبر 1953)[11]
- عضو في البوندستاغ الألماني (7 سبتمبر 1949–7 سبتمبر 1953)[12]
- لندرات  [لغات أخرى]‏

.

## جوائز
حصل على جوائز منها:

وسام الصليب الأكبر من رتبة استحقاق من جمهورية ألمانيا الاتحادية

## روابط خارجية
- فريتز إيرلر على موقع مونزينجر (الألمانية)